# Península de Port-au-Port

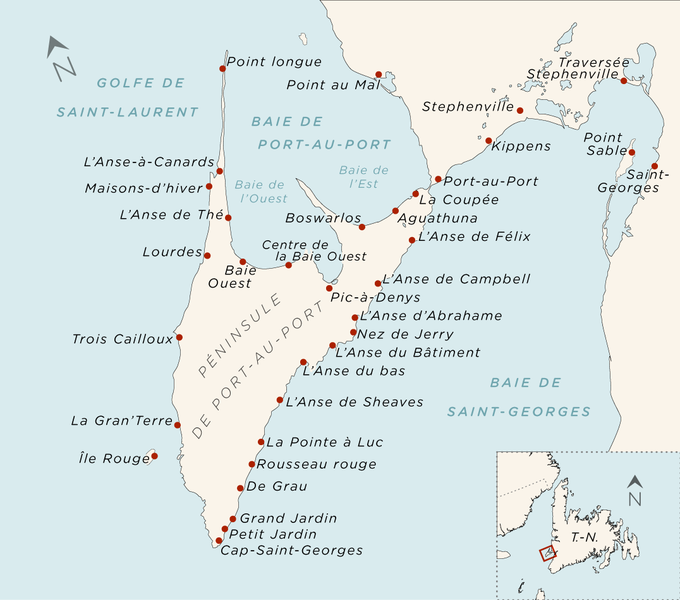
Mapa da Península de Port-au-Port.

A península de Port-au-Port é uma península situada no oeste da ilha da Terra Nova, na província de Terra Nova e Labrador, no nordeste do Canadá. É rodeada pelo golfo de São Lourenço.
A península conta com muitas localidades anglófonas e a principal comunidade acadiana da província.